# Genderen
Genderen – wieś położona nad rzeką Bergse Moza w holenderskiej prowincji Brabancja Północna w gminie Aalburg. Wieś ma 1722 mieszkańców (2012).

## Zabytki
- Kościół Ewangelicko-Reformowany
- De Schrikmolen - młyn